# Экелунд, Бу
Бу Даниэль Экелунд (швед. Bo Daniel Ekelund, 26 июля 1894 — 1 апреля 1983) — шведский легкоатлет. На Олимпийских играх 1920 года выиграл бронзовую медаль в прыжках в высоту с результатом 1,90 м. 
На чемпионатах Швеции становился бронзовым призёром в 1915 и 1918 годах, а также чемпионом в 1919 и 1920 годах.
С 1925 по 1934 год был председателем Федерации спорта Швеции. В 1948 году стал членом МОК.